# 雷恩地鐵
雷恩地鐵（法語：Métro de Rennes）是法國布列塔尼地區城市雷恩的地鐵系統，屬於膠輪捷運系統，通車於2002年。目前只有一條路線，營業長度8.56公里，共有15個車站，其中13個位於地下。2014年的日均運量為140,000人次。在2008年洛桑地鐵開通之前，雷恩是世界上擁有地鐵的城市中人口最少的一個城市。

## 历史
- 1987年，雷恩提出修建现代化城市轨道交通。
- 1989年10月25日，提出自动导轨列车方案。
- 1997年1月8日，开始施工。
- 2001年，提出修建第二条地铁的计划
- 2002年5月15日，雷恩地铁A线投入商业运行。
- 2010年，第二条地铁的走向基本确定。
- 2014年，雷恩地铁B线开始施工，原预计2020年左右投入使用。[1]
- 2022年9月20日，B线預計通車。[2]

## 路線

### 雷恩地铁A线
雷恩地鐵目前僅有1條路線--雷恩地铁A线，營業長度8.56公里，共15座車站。A線為西北東南走向，雷恩地铁A线每天运营时间为5:15至次日0:30，每周五和周六晚上延伸至1:30，最低间隔约为1.5分钟一班，全程运行时间大约为16分钟。2014年，雷恩地鐵A線的搭載乘客總數量為3282萬人次。

### 雷恩地铁B线
建設中的雷恩地铁B线，為東北西南走向，商业运营路段约13公里，共15座車站。其中2站與A線換乘，將與A線形成交叉路網，原预计2020年左右投入使用，因為冠状病毒病疫情，與列車製造商西門子延遲列車交付，延後通車時間。最終於2022年9月20日开通。

## 使用車輛

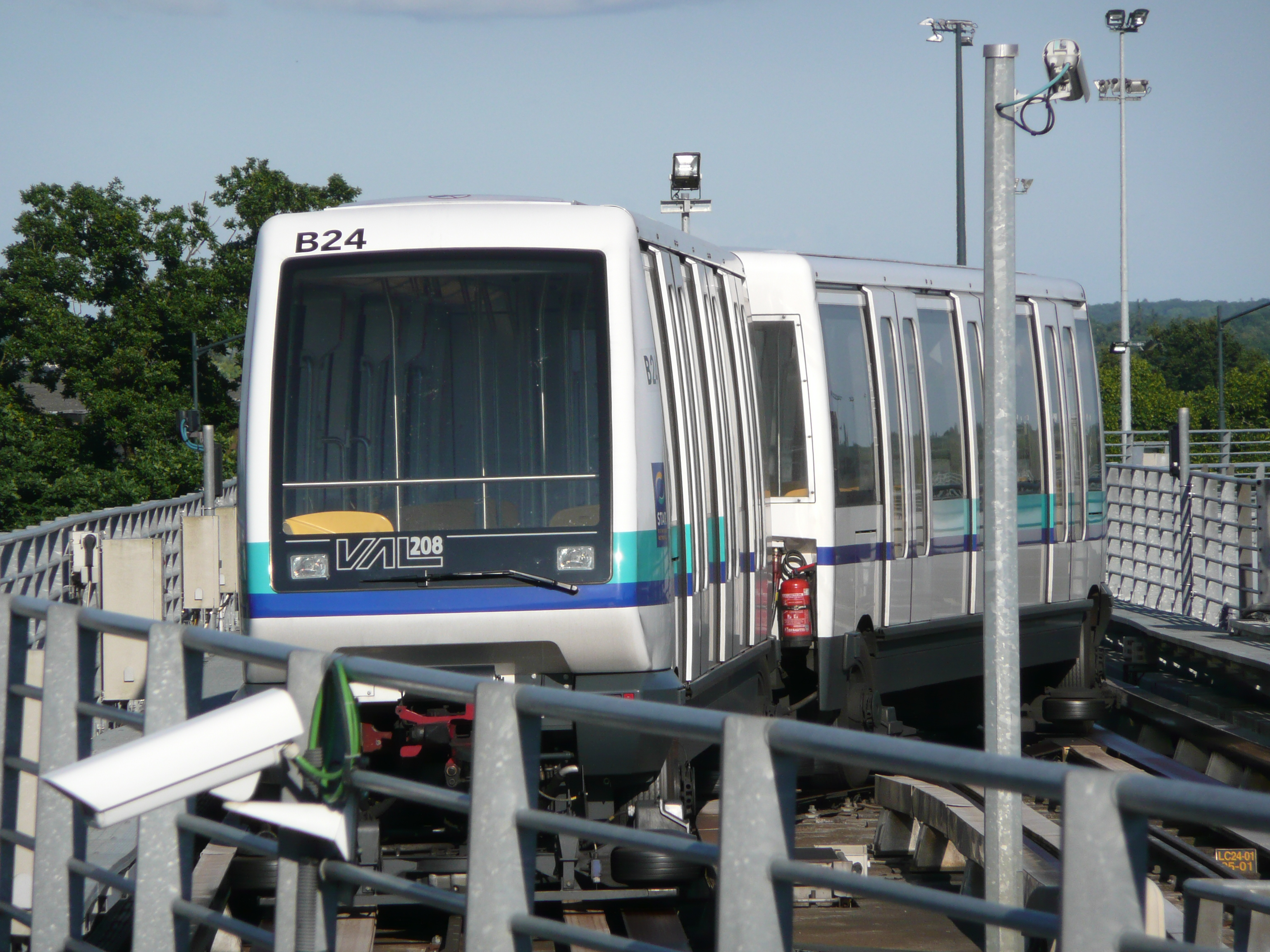
雷恩地鐵VAL 208型列車。

雷恩地铁A线使用VAL208型号列车，共有30列。其外观以白色为主色调。每列列车为2节编组，可運载最多160人。B線將使用新型VAL列車，新型VAL寬2.65公尺，較VAL208的2.08公尺更寬，最多可容納 180 名乘客。新型列車也採兩節編組，但保留三節編組的空間，新型列車允許每小時單向運送 4,000 到 9,000 名旅客，三節編組更可達1,5000人。但因為使用新型車，因此兩線列車不能混用。

## 外部連結
- STAR – official website （页面存档备份，存于） （法文）
- Projected metro line for 2015 （法文）
- Rennes at UrbanRail.net （页面存档备份，存于） （英文）